# كتاب القراءات

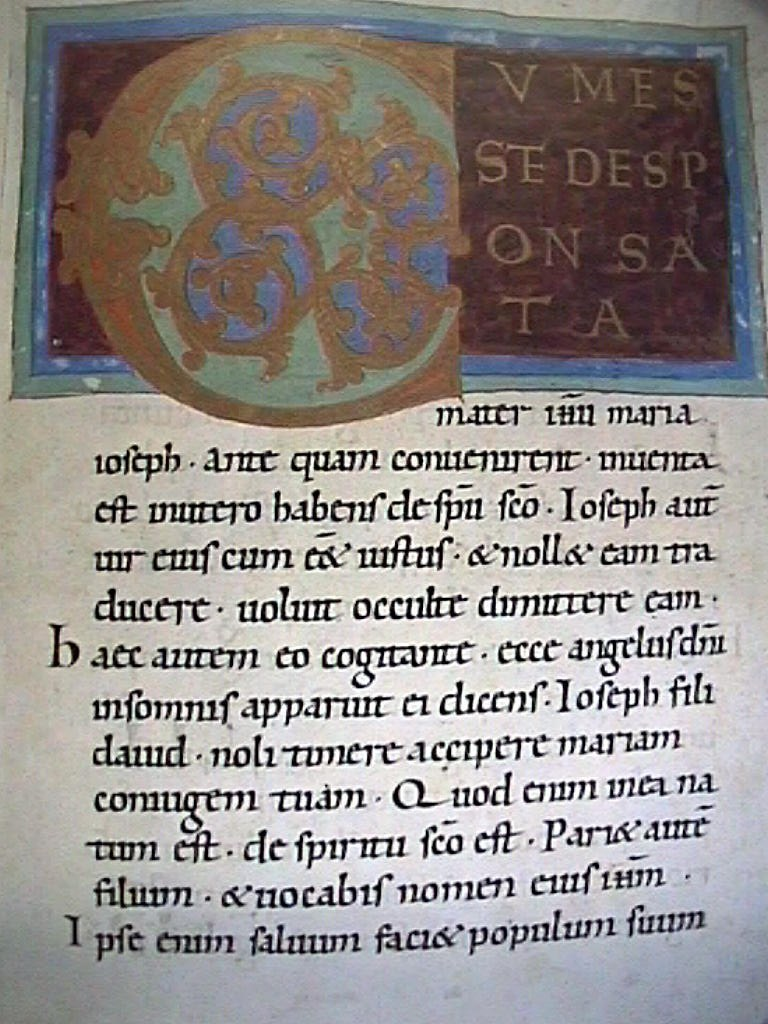
صفحة من كتاب "نهاية العالم بامبرج" من القرن الحادي عشر، إنجيل لوقا. حرف "C" كبير ومزخرف. نص من إنجيل متى 1: 18-21 (مكتبة ولاية بامبرج، Msc.Bibl.140).

كتاب القراءات أو كتاب التلاوات أو كتاب الفصول (باللاتينية. lectionárius أيضا Lectionarium، «كتاب القراءة») هو كتاب شعائري يحتوي على قراءات الكتاب المقدس لتلاوتها في العبادات خلال مجرى السنة الكنسية. في الأصل كانت التلاوة مباشرة من الكتاب المقدس؛ فقط من القرن الخامس جمعت هذه المقطوعات التي رتبت حسب سنة الكنيسة في كتب مصممة خصيصًا. في اليونانية، يمكن تحديد أكثر من 2400 مخطوطة باسم «قراءات» (ἐκλογάδιον إيكوغاديون).

## التطور
انتقلت قراءات الكتاب المقدس من الكنيس إلى الكنيسة وبداية كانت قراءة نص الكتاب المقدس متواصلة كما هي مدونة ( lectio continua)، ومنذ الخامس وعلى نحو متزايد صارت عبارة عن تلاوة انتقائية لمقاطع مختارة (lectio selecta) ومناغمتها مع مجرى السنة الكنيسة. من أجل تثبيت هذه خيارات المقطوعات وتسهيل إيجاد لمقاطع المختارةفي نص الكتاب المقدس الكامل، وضعت فهارس مقطوعات وفقًا لترتيب أعياد السنة الكنسية وأضيفت إلى نص الكتاب المقدس الكامل الذي قُرأت منها التلاوة. وسميت هذه القوائم «مراسيم» capitularia أو كتاب مفصل Liber comitis، فكلمة comitis كومنتيس صيغة صفة لكلمة فاصلة. ولاحقًا تغيرت دلالة الصيغة والكلمة إلى كومِس Comes(أي مرافق). إن جعل فهرس مواضع المقطوعات كتابًا مستقلًا وتدوين مقطوعة النص المراد قراءته لكل موضع، أدى إلى نشوء كتاب القراءات منذ القرن السابع، ثم حل محل نص الكتاب المقدس الكامل بشكل متزايد كمستند للقراءة.
أقدم توثيق عن كتاب خاص بالقراءات هو إشارة ترد عند جناديوس من ماسيليا Gennadius Massiliensis إلى عمل أنتج بناءً على طلب الأسقف فينيريوس Venerius من مرسيليا، الذي توفي عام 452 م، على الرغم من وجود إشارات من القرن الثالث الميلادي للقراء الليتورجيين كمهمة خاصة في منطومة رجال الدين.
يحتوي كتاب قراءات كامل Lectionarium على قراءات رسائلية («مجموعة من الرسائل») وقراءات انجيلية (، وتسمى أيضا «كتاب قراءات» بالمعنى الضيق، أي جمع المقطوعات الإنجيلية)، وكلا النوعين يمكن أن توجد ككتب منفصلة، وفي الأدبيات يشار إليها أحيانًا على أنها كتاب القراءات كذلك. منذ القرن الثامن غالبًا ما تم الجمع بين كتاب القراءات وكتب ليتورجية أخرى، خاصةً مع كتاب سكرامنتاريوم Sacramentarium وبعد ذلك مع غرادوال graduale، وجعلها كتاب قداس Missale، مما أدى إلى تراجع كتاب القراءات إلى حد كبير في أواخر العصور الوسطى. يعد كتاب مقطوعات هنري الثاني (Pericopes of Henry II) أحد أشهر كتب المقطوعات، ومُضمن في سجل ذاكرة العالم منذ عام 2003.

## الكنيسة الكاثوليكية الرومانية
يحوي باللغة الألمانية قراءات القداس (العنوان: الاحتفال بالقداس الإلهي - كتاب القداس Die Feier der Heiligen Messe – Lektionar) باللغة الألمانية الخاص بالكنيسة الرومية الكاثوليكية على مقطوعات من العهد القديم وجميع مقطوعات العهد الجديد (بما في ذلك الأنجيليات)، وكذلك «الترتيل البينية» للاحتفال القداس الإلهي في الطقس الرومي. لم تعد هذه النصوص تُطبع في «كتاب القداس» اليوم، والذي يحتوي على صلوات الكاهن. اندمجت في كتاب القراءات كتب القراءات الإنجيلية السابق المستقلة مع مقطوعات الإنجيل والرسائليات مع مقطوعات القراءة من الكتاب المقدس خارج الأناجيل.
يتكون كتاب قراءات القداس من عدة مجموعات فرعية لأيام الأحد وأيام الأعياد في سنوات القراءة الثلاث A و B و C، لأيام العمل، وللأوقات المحددة وللمناسبات المختلفة. يتم أخذ ترتيب القراءة في أيام الأحد والأعياد لثلاث سنوات قراءة في الاعتبار من خلال ثلاثة مجموعات. ينقسم الكتاب في أيام الأسبوع والأيام التذكارية للقديسين إلى مجموعتين، كل منهما لمدة 17 أسبوعًا؛ وترد نصوص القراءة لأيام الأسبوع، والتي يتم توفيرها في سلسلتين متتاليتين للقراءة لمدة عام واحد، في كلا المجموعتين لليوم المعني من الأسبوع (السنة الأولى / السنة الثانية). مقتطف من كتاب القداس للأغراض الاحتفالية هو كتاب الإنجيليات الحالي مع قراءات من الأناجيل الأربعة للعهد الجديد.
مع بدء عام القراءة في المجيء الأول لعام 2018، سيتم تدريجياً تقديم كب قراءات جددة بنص الترجمة القياسية المنقحة بحلول عام 2022.
بالإضافة إلى ذلك، هناك كتاب قراءات لصلوات الساعات وللتهجد أو قراءات التهجد، والتي تنقسم قراءاتها إلى سلسلتين للقراءة (الأول والثاني). في كتاب الساعات الروماني للمنطقة الناطقة بالألمانية، يتكون هذا من إجمالي ستة عشر كراسة.

## الكنائس الانجيليه
يتم نشر كتاب القراءات حسب ترتيب نصوص العبادة والأغاني من قبل الكنيسة الإنجيلية اللوثرية المتحدة في ألمانيا (VELKD) واتحاد الكنائس الإنجيلية (UEK). وهو يحتوي على النصوص من جميع القراءات ونصوص العظة لجميع أيام الأحد وأيام العيد وأيام تذكارية من السنة الكنيسة. من المجيء الأول 2018 حل كتاب القراءات ترتيب مقطوعات منقح محل كتب القراءات المختلفة السابقة للكنائس الإنجيلية الإقليمية في ألمانيا والنمسا.

## الكنيسة الكاثوليكية القديمة
في الكنائس الكاثوليكية القديمة، يتم استخدام قراءات القداس الصادة عن الكنيسة الكاثوليكية الرومانية بشكل عام. بالإضافة إلى ذلك، هناك «نصوص خاصة» لأيام الأحد الفردية وأيام العيد، والتي يتم دمجها في مجموعة.

## الاصدارات

### إصدارات أصيلة منقراءات القداسللروم الكاثوليك

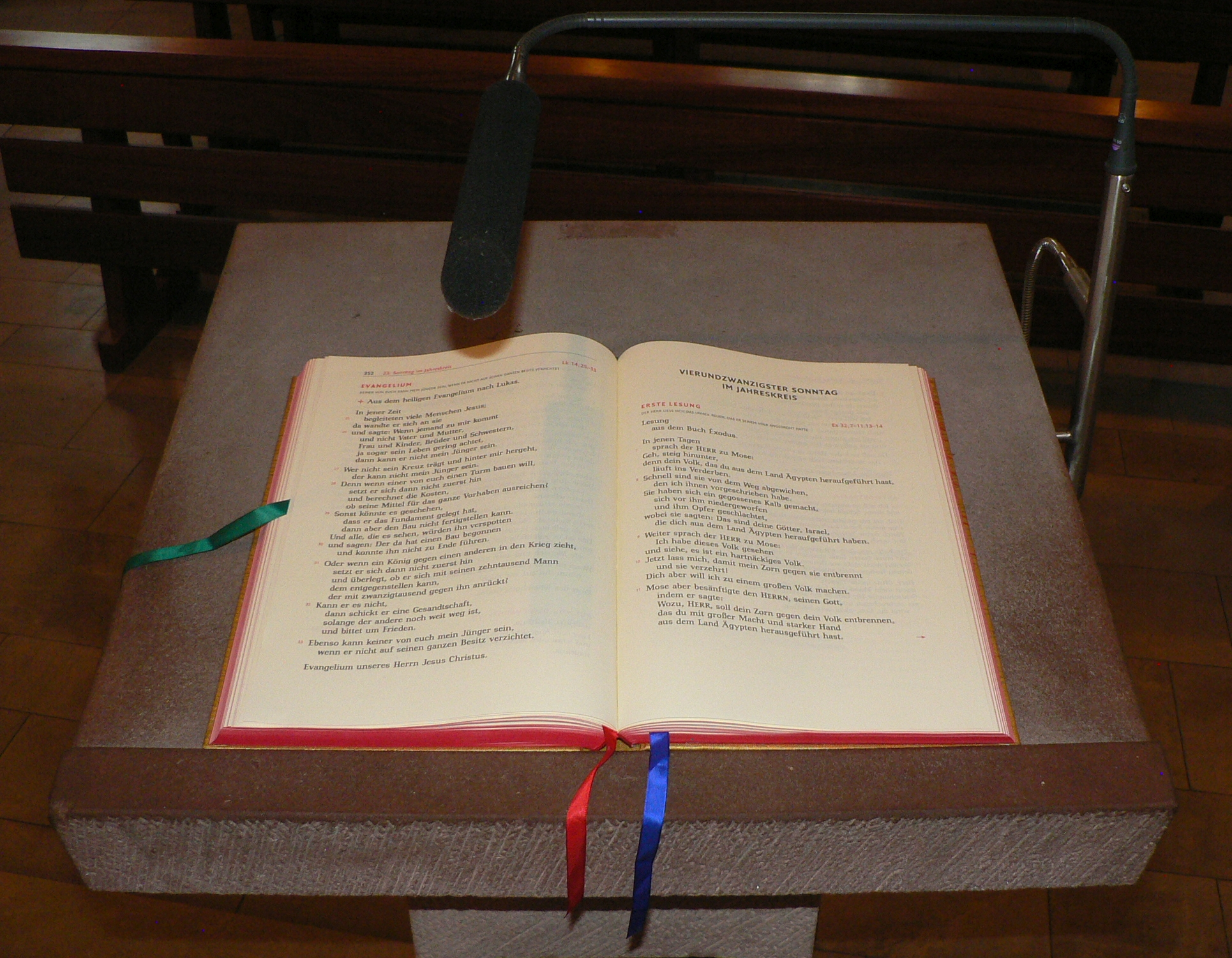
الإصدار الحالي من المجلد المفتوح 3 لسنة القراءة C

- الاحتفال بالقداس المقدس. قياس الدرس. لأبرشيات منطقة اللغة الألمانية. طبعة أصلية للاستخدام الليتورجي. بنزيغر، اينسيديلن وكولون؛ هيردر، فرايبورغ وبازل؛ فريدريش بوستيت، ريغنسبورغ؛ هيردر، فيينا؛ سانت بيتر، سالزبورغ؛ فيريتاس، لينز.
  - المجلد الأول. أيام الأحد والعطلات في عام القراءة A. [1984] (الإصدار الجديد: خريف 2019)
  - المجلد الثاني. الأحد وأيام العيد في السنة ب. [1983] (طبعة جديدة: خريف 2020)
  - المجلد الثالث. الأحد وأيام العيد في قراءة سنة C. [1982] (طبعة جديدة: الأحد والأيام الاحتفالية في عام القراءة C، أكتوبر 2018)
  - المجلد الرابع. النعناع مرات. أيام الأسبوع وإحياء ذكرى القديسين في المجيء وعيد الميلاد، الصوم الكبير وعيد الفصح. [1983] (طبعة جديدة: خريف 2020)
  - المجلد الخامس. السنوي 1. أيام الأسبوع وأيام إحياء القديسين في السنة. 1 - 17. الأسبوع. [1983] (طبعة جديدة: خريف 2021)
  - المجلد السادس. السنوي 2. أيام الأسبوع وأيام إحياء القديسين في السنة. 18 - 34 الأسبوع. [1983] (طبعة جديدة: خريف 2022)
  - المجلد السابع. الاسرار المقدسة والاسرار المقدسة. للموتى. [1985] (طبعة جديدة: خريف 2019)
  - المجلد الثامن. المعارض التجارية للاهتمامات الخاصة. المعارض نذري. [1986] (طبعة جديدة: 2021)
  - مجموعة من Marienmesse. [1990]
  - مدرسية للخدمات مع الأطفال. طبعة الدراسة. المجلد الأول: سنة الكنيسة والكنيسة. [1981]
  - مدرسية للخدمات مع الأطفال. طبعة الدراسة. المجلد الثاني: عمر الطفل - ترتيب حياة المسيحي - شخصيات توراتية كشهود على الإيمان. (1985)

### كتاب القراءاتللكنائس الإنجيلية
- كتابية وفقًا لترتيب النصوص الدينية والأغاني Luther-Verlag Bielefeld و Evangelische Verlagsanstalt Leipzig، 2018.
- كتاب بريكوب حسب ترتيب النصوص الدينية والأغاني. مع النصوص التمهيدية يوم الأحد والعطلات الرسمية حرره المؤتمر الليتورجي للكنيسة الإنجيلية في ألمانيا. لوثر فيرلاج بيليفيلد وإيفانجيليش فيرلاغسانستالت لايبزيغ، 2018.

### الكنيسة الكاثوليكية القديمة في ألمانيا
- كتاب القراءات - نصوص خاصة للأسقفية الكاثوليكية للكاثوليك القدامى في ألمانيا. أبرشية الكاثوليك القدامى في ألمانيا، بون 2013.

## روابط الويب
- شوت ميسال التي نشرتها البينديكتين من Beuron Archabbey
- كتاب لدير ميتشيلبرج في بامبرج كنسخة رقمية من مجموعة مخطوطات مكتبة بامبرج الحكومية